# Wiener-Garnison-Marsch
Wiener-Garnison-Marsch, op. 77, är en marsch av Johann Strauss den yngre. Den spelades första gången den 25 juni 1850 i Wien. Verket är, precis som Attaque-Quadrille (op. 76), ett försök från kompositörens sida att få allmänheten att glömma hans sympatier och bidrag till marsrevolten 1848.

## Historia
Efter att revolten slagits ner rådde krigslagar i Österrike ända fram till 1853. Även om fred rådde och lugnet hade återställts på gatorna var närvaron av militären påtaglig. Det offentliga livet kontrollerades av befälhavare för de olika militära enheterna och det gällde att hålla sig väl med dessa. Den 24-årige Johann Strauss, vars sympatier hade legat hos studenterna och nationalgardet, var verkligen ingen vän av militären, men han var tillräckligt smart för att erkänna nödvändigheten av att maximera sina möjligheter i en given situation. Således kunde Johann Baptist Corti, innehavare av kaféet i Wiens Volksgarten, sätta in följande tillkännagivande i tidningen Fremden-Blatt den 25 juni 1850: "Idag, Grand Festival med imponerande belysningar. Herr Kapellmeister Johann Strauss, med sin fars orkester, kommer ha äran att framföra de senaste och mest fantastiska musikaliska verk, en marsch komponerad speciellt för denna festival med titeln "Wiener-Garnisons-Marsch" [sic!], för att hedra den prisvärda lokala garnisonen".

## Om marschen
Speltiden är ca 2 minuter och 12 sekunder plus minus några sekunder beroende på dirigentens musikaliska tolkning.

## Weblänkar
- Dynastin Strauss 1850 med kommentarer om Wiener-Garnison-Marsch.
- Wiener-Garnison-Marsch i Naxos-utgåvan.